# Ctenognathodus
Genre
Synonymes
Ctenognathus Pander, 1856
Ctenognathodus est un genre éteint de conodontes, appartenant au clade des Prioniodontida, ou « conodontes complexes », à l'ordre des Ozarkodinida et à la famille des Kockelellidae.  

## Espèces
- †Ctenognathodus jeppssoni
- †Ctenognathodus murchisoni